# Formule exécutoire en France
Pour un article plus général, voir Formule exécutoire.
En droit français, la formule exécutoire est la suite de mots apposée sur les décisions des juridictions administratives et judiciaires ou sur les actes authentiques et conférant à ce document une valeur de titre exécutoire.
La formule exécutoire apposée sur les décisions des juridictions judiciaires françaises, est prescrite par le décret n°47-1047 du 12 juin 1947, est ainsi rédigée : 

« RÉPUBLIQUE FRANÇAISE - Au nom du peuple français - En conséquence, la République française mande et ordonne à tous huissiers de justice, sur ce requis, de mettre ledit arrêt (ou ledit jugement, etc.) à exécution, aux procureurs généraux et aux procureurs de la République près les tribunaux judiciaires d'y tenir la main, à tous commandants et officiers de la force publique de prêter main-forte lorsqu'ils en seront légalement requis.
En foi de quoi, la présente décision a été signée par le Président et le Greffier. »

L'article R.751-1 du Code de justice administrative dispose de la formulation suivante pour les juridictions administratives régies par ce code (tribunal administratif, cour administrative d'appel et Conseil d’État) : 
« Les expéditions de la décision délivrées aux parties portent la formule exécutoire suivante : " la République mande et ordonne au (indiquer soit le ou les ministres, soit le ou les préfets soit le ou les autres représentants de l'État désignés par la décision) en ce qui le (les) concerne ou à tous huissiers de justice à ce requis en ce qui concerne les voies de droit commun contre les parties privées, de pourvoir à l'exécution de la présente décision ". »
— Article R751-1 du code de justice administrative